# アバント会議
アバント会議(アバント・プラットフォーム)はジャーナリスト・作家財団が主宰する市民社会活動。1998年に第一回大会が行われた。アバント会議という名前は美しい自然と湖で知られるボル県の山間の地、アバントにちなんでつけられた。社会問題を解決し、社会のニーズに沿った現代の文化的議題が話し合われる。アバント会議は知識人らの認識共有の場となっており、この会議を通して国際社会へ貢献することを目指す。

## 課題
- それぞれの違いを豊かな文化として受け入れ、共生の文化をつくりあげること。
- 国内外の問題をなかったことにするのではなく、勇気を出して解決の方向へ踏みだすこと。
- 社会のすべての人々に対する偏見をなくし、知識を共有するための平等な対話の場をつくること。
- 否定的で過激な強い態度を、安易な解決で終わらせないよう努めること。
- 世界を代表するような合理的なプラットフォームとなること。